# Lena Teunissen
Lena Teunissen (17 augustus 1997) is een Nederlands sporter gespecialiseerd in kanoslalom en kajak cross.

## Carrière
Lena Teunissen begon haar professionele carrière in de kanoslalom. Ze moest aanvankelijk haar Olympische droom najagen door naar Duitsland te verhuizen, waar ze haar training kon intensiveren. Naast haar sportcarrière werkt ze ook als fysiotherapeut om zichzelf te ondersteunen.

### Overstap van kajak naar kano
Na het missen van kwalificatie voor de Olympische Zomerspelen 2020 in Tokio in de kajak single, maakte Teunissen de beslissing om over te stappen naar de kano-discipline en kwalificeerde zich voor de vrouwen kano single (C-1) voor de Olympische Zomerspelen 2024 in Parijs.
Lena Teunissen zal Nederland vertegenwoordigen op de Olympische Spelen van Parijs 2024.